# Trinchera Cué
El Cerro Trinchera Cué es un pequeño montículo situado al oeste del Departamento de Paraguarí, República del Paraguay, y en la costa sur del lago Ypoá. Su pico es de 125 metros sobre el nivel del mar.